# Aloconota debilicornis
Aloconota debilicornis – gatunek chrząszcza z rodziny kusakowatych i podrodziny rydzenic.
Gatunek ten opisany został po raz pierwszy w 1839 roku przez Wilhelma Ferdinanda Erichsona pod nazwą Homalota debilicornis. 
Chrząszcz o wydłużonym ciele długości od 3,3 do 3,6 mm. Ubarwienie ma brązowe z żółtobrązowymi odnóżami, słabiej połyskujące niż u podobnej A. ernestinae. Głowa ma duże, nie krótsze od skroni oczy, pod które przynajmniej częściowo wchodzą listewki obrzeżająca skronie. Czułki są smukłe, o wyraźnie lekko wydłużonym członie przedostatnim. Przedplecze jest wyraźnie szagrynowane, u obu płci równomiernie drobno punktowane. Pokrywy są znacznie szersze niż u A. ernestinae; ich długość mierzona wzdłuż szwu nie jest większa od długości przedplecza. Stopy tylnej pary mają człon pierwszy znacznie dłuższy od drugiego. Odwłok ma równoległe w zarysie boki, a jego punktowanie jest drobne i rozproszone. U podstawy czwartego tergitu brak jest poprzecznego wcisku.
Gatunek palearktyczny, znany z Wielkiej Brytanii, Francji, Belgii, Niemiec, Szwajcarii, Austrii, Włoch, Łotwy, Polski, Czech, Słowacji i Węgier. Na „Czerwonej liście gatunków zagrożonych Republiki Czeskiej” umieszczony jest jako gatunek krytycznie zagrożony wymarciem (CR).